# John Fowles
John Robert Fowles, conocido como John Fowles (Leigh-on-Sea, Essex, 31 de marzo de 1926-Lyme Regis, Dorset, 5 de noviembre de 2005), fue un novelista y ensayista británico.

## Biografía
Nació en Leigh-on-Sea, hijo de Robert J. Fowles, un próspero comerciante de tabaco, y Gladys Richards, maestra. Después de estudiar en el Bedford School, estudió francés y alemán en la universidad de Edimburgo y en el New College de Oxford, donde se interesaría por el existencialismo francés. Era un gran admirador de la obra de Albert Camus y Jean-Paul Sartre. Tras licenciarse sirvió en la Armada británica y en 1950 comenzó a trabajar como profesor en Francia, Grecia e Inglaterra. 
El éxito de su primera novela, El coleccionista (The Collector), en 1963, hizo que dejara la docencia para dedicarse en exclusiva a la literatura.
En 1968, Fowles se mudó a Lyme Regis, en Dorset, que serviría como escenario de la novela La mujer del teniente francés (The French Lieutenant’s Woman). 
En ese mismo año adaptó al cine su novela El mago (The Magus), dirigida por Guy Green, basada en sus experiencias en Grecia y escrita antes que El coleccionista, dirigida esta por William Wyler, pero la película no tuvo éxito. La mujer del teniente francés también se llevó a las pantallas en 1981, dirigida por Karel Reisz con guion del dramaturgo Harold Pinter (Premio Nobel de Literatura en 2005), y por la que fue nominado al Oscar. También El Mago, una obra de culto en Estados Unidos, se llevaría a la gran pantalla en 1968. Fue filmada en España, en el municipio de Calviá, en la playa que se llama precisamente El Mago. Ese paraje mallorquín representa una isla griega en la que el protagonista, Nicholas Urfe, a quien da vida un joven Michael Caine, se refugia. Otros actores que intervienen son Anthony Quinn, Candice Bergen y Anna Karina. El libro, cómic, La pitjor pel.lícula del món: Hollywood/Mallorca, 1967, con dibujos de J. A. Mendiola y texto de Josep R. Cerdà, recrea esos días de filmación y contratiempos. 
La obra de no ficción más conocida de Fowles es probablemente Aristos (The Aristos), una colección de reflexiones filosóficas. Muchos críticos lo consideran como el padre del postmodernismo británico.
Falleció en su casa de Dorset el 5 de noviembre de 2005, después de una larga batalla contra un apoplejía que sufrió en 1988.

## Temática y estilo
Un tema constante en su obra es el libre albedrío, que en ocasiones implica al lector, como en La mujer del teniente francés, que plantea dos finales posibles. 
También recurre a la ironía para interpolar alusiones a teorías científicas y artísticas de la época en que se ambienta sus narraciones, como sobre Darwin o los prerrafaelistas, parodiando así determinada tradición narrativa victoriana.

## Obras
- El coleccionista (The Collector, 1963)
- Aristos (The Aristos, 1964)
- El mago (The Magus, 1965)
- La mujer del teniente francés (The French Lieutenant's Woman, 1969)
- La torre de ébano (The Ebony Tower, 1974)
- Daniel Martin (Daniel Martin, 1977)
- El árbol (The Tree, 1979)
- Mantissa (Mantissa, 1982)
- Capricho (A Maggot, 1985)
- Lyme Regis Camera (Lyme Regis Camera, 1990)
- Wormholes - Ensayos y escritos ocasionales (Wormholes - Essays and Occasional Writings, 1998)
- Los diarios, vol. 1 (The Journals - Volume 1, 2003)